# Commanders de San Antonio
Stade
Maillots
Les Commanders de San Antonio étaient une équipe professionnelle de football américain basée à San Antonio dans l'État du Texas qui a évolué au sein de l'Alliance of American Football dont elle est une des équipes fondatrice.
La saison débute en février 2019 et l'équipe dispute ses matchs à domicile à l'Alamodome de San Antonio.
La création de l'équipe de San Antonio est annoncée le 21 juin 2018. La ligue annonce également d'une part que Mike Riley, ancien entraîneur des Chargers de San Diego, en sera l'entraîneur principal et d'autre part que Daryl Johnston, ancien fullback des Cowboys de Dallas, en sera le directeur général.
Les noms et logos des quatre équipes de la conférence Ouest sont révélés le 25 septembre, San Antonio adoptant le nom de Commanders. Cette dénomination est un hommage à l'histoire militaire de San Antonio. Au niveau de ses couleurs, le marron et l'argent représentent la ville. Au niveau de son logo, les petites épées représentent celles portées par les officiers militaires,.
La liste finale des 52 joueurs est dévoilée le 30 janvier 2019.
Le premier match de l'histoire de la franchise se déroule le samedi 9 février 2019 et se solde par une victoire à domicile contre le Fleet de San Diego sur le score de 15–6. Néanmoins, après huit semaines d'activité, le propriétaire de la ligue Tom Dundon suspend les activités de la ligue ce qui met de surcroît fin au championnat,.

## Affiliation des joueurs
La zone d'affiliation des joueurs des Commanders de San Antonio est la suivante :
| Universités - Abilene Christian University - Angelo State University - Université Baylor - Université baptiste de Houston (en) - Université de Houston - Université du Verbe incarné - Université Lamar - Université d'État du Midwest - Université de North Texas - Université de l'Oklahoma - Université Prairie View A&M - Université Rice | - Université d'État Sam Houston - Université méthodiste du Sud - Université d'état Stephen F. Austin (en) - Université d'État de Tarleton - Texas Christian University - Université du Texas à Austin - Université A&M du Texas - Université A&M du Texas à Kingsville (en) - Université du Texas du Bassin Permian (en) - Texas Southern University (en) - Université d'État du Texas - Université de Toledo - Université du Texas à San Antonio - Université A&M du Texas Ouest (en) | National Football League (NFL) - Cowboys de Dallas - Texans de Houston - Chiefs de Kansas City - Eagles de Philadelphie Ligue canadienne de football (LCF) - Roughriders de la Saskatchewan |

## Saison par saison
| Saisons | V | D | N | Résultats en Playoffs                             |
| ------- | - | - | - | ------------------------------------------------- |
| 2019    | 5 | 3 | 0 | saison arrêtée après huit semaines de compétition |